# 11793 Chujkovia
11793 Chujkovia este un asteroid din centura principală de asteroizi.

## Descriere
11793 Chujkovia este un asteroid din centura principală de asteroizi. A fost descoperit pe 2 octombrie 1978 la Observatorul de Astrofizică din Crimeea de Liudmila Juravliova. Asteroidul prezintă o orbită caracterizată de o semiaxă mare de 3,04 ua, o excentricitate de 0,14 și o înclinație de 9,7° în raport cu ecliptica.